# Marian Topór
Marian Stanisław Topór (ur. 21 kwietnia 1921 w Chabówce, zm. 25 czerwca 2004 w Pogwizdowie) – plutonowy podchorąży Armii Krajowej, kawaler Krzyża Srebrnego Orderu Wojennego Virtuti Militari.

## Życiorys
Syn Piotra (palacza na kolei) i Julianny z domu Opalińskiej. Ukończył szkołę powszechną w Chabówce i rozpoczął naukę w gimnazjum w Rabce.  Członek Związku Harcerstwa Polskiego. Od lutego 1940 w Związku Walki Zbrojnej - zaprzysiężony w Oddziale Dywersji Kolejowej z Rabki. Został dowódcą drużyny, prowadził wywiad kolejowy, kolportował podziemną prasę i dokonywał akcji sabotażu. Zagrożony aresztowaniem wyjechał w okolice Miechowa i od września 1942 służył w placówce NOW - ZWZ w Czaplach Wielkich (początkowo jako dowódca drużyny, a następnie jako szef placówki). Od jesieni 1943 w Obwodzie Miechów Inspektoratu „Maria” Armii Krajowej, obejmuje stanowisko szefa pododcinka kontrwywiadu „Klima”. W 1943 kończy tajną podchorążówkę w Słomnikach uzyskując stopień kaprala podchorążego. Od czerwca 1944 w oddziale AK „Skrzetuski”, w lipcu tr. przeszedł na własną prośbę do oddziału ppor. Wojciecha Majewskiego „Jaxy” (został dowódcą drużyny ochrony radiostacji), w szeregach którego uczestniczył w wielu akcjach bojowych .
Awansowany do rangi plutonowego podchorążego w dniu 8 sierpnia 1944, w październiku tr. przeniesiony do sztabu 106 Dywizji Piechoty AK na stanowisko oficera informacyjnego. Po wojnie poszukiwany przez NKWD, rozpoczął naukę w liceum w Rabce. Jesienią 1945 nawiązał kontakt z Zrzeszeniem Wolność i Niezawisłość i zorganizował w Chabówce grupę dywersyjną „Chimera”. Po zdaniu matury (kwiecień 1946) rozpoczął studia na Akademii Handlowej w Krakowie. Aresztowany przypadkowo przez funkcjonariuszy Informacji Wojskowej, był więziony od września 1947 do czerwca 1949. Kontynuował studia na Akademii Handlowej w Poznaniu. 2 stycznia 1950 aresztowany w Krakowie przez pracowników służby bezpieczeństwa i skazany po ciężkim śledztwie na 10 lat więzienia. Na mocy amnestii zwolniony na początku maja 1956 .
Znalazł zatrudnienie w przemyśle węglowym, ukończył technikum górnicze (1964) i Wyższą Szkołę Ekonomiczną w Katowicach (1971), uzyskując tytuł magistra ekonomii. W 1991 odznaczony Orderem Virtuti Militari 5 klasy za męstwo wykazane w walkach w Książu Wielkim. Od sierpnia 1949 żonaty z Kazimierą z domu Krzystek, z którą miał córkę Sonię i syna Piotra. 
W latach późniejszych zajmował stanowisko prezesa cieszyńskiego oddziału Światowego Związku Żołnierzy Armii Krajowej. Przez Ministra Obrony Narodowej został awansowany do stopnia majora. Za swą działalność konspiracyjną oraz dokonane czyny męstwa uhonorowany wieloma medalami i odznaczeniami. Zmarł w 2004 i spoczywa na cmentarzu parafialnym w Pogwizdowie.

## Odznaczenia
- Krzyż Srebrny Orderu Wojennego Virtuti Militari
- Krzyż Walecznych
- Krzyż Kawalerski Orderu Odrodzenia Polski
- Złoty Krzyż Zasługi z Mieczami
- Srebrny Krzyż Zasługi z Mieczami
- Srebrny Krzyż Zasługi
- Medal Wojska (czterokrotnie)
- Krzyż Armii Krajowej
- Krzyż Partyzancki